# 潘惠丽
潘惠丽（1963年4月—），女，汉族，河北深州人，中华人民共和国政治人物。现任海南省人民政府教育总督学，民进中央委员，民进海南省委主委。第十三、十四届全国政协委员。